# Gulfstream V
Gulfstream V och G-V SP är affärsjetflygplan tillverkade av Gulfstream Aerospace i Savannah, Georgia, USA. De används också av den amerikanska militären under beteckningen C-37A.
G500 och G550 är förbättrade versioner.

## Utveckling

### Gulfstream V
Gulfstream V (även benämnd G-V) flög första gången 28 november 1995 och certifierades 1997. Det var ett av de första "ultra-long range" (6 000 nautiska mil) affärsflygplanen. Det kan ta upp till 16 personer i standardkonfiguration av sätena, och har en räckvidd upp till 6 500 nautiska mil (12 000 km). G-V blev det affärsjetflygplan med längst räckvidd som någonsin byggts vid tiden för dess introduktion. Topphöjden är 51 000 foot (15 500 meter). 
Benämnd C-37A i United States Air Force tjänst flyger Gulfstream V uppdrag med regeringens och 
försvarsdepartementets tjänstemän. Flygplanet har ett flight management system med GPS. Flygplanet är dessutom utrustat med väderradar, autopilot, head-up display och ett Enhanced Vision System (EVS) som ger syntetisk marksikt vid dålig sikt och i mörker. Flygplanet är också utrustat med såväl kommersiell som militär kommunikationsutrustning. Det bemannas med en basbesättning på två piloter, en operatör för kommunikationssystem, en flygtekniker och en kabinvärd.